# Capreocalus capreoli
Capreocalus capreoli är en rundmaskart. Capreocalus capreoli ingår i släktet Capreocalus, och familjen Protostrongylidae. Arten är reproducerande i Sverige.